# Pietro Rimoldi
Pietro Rimoldi (Sacconago, Busto Arsizio, Lombardía, 5 de noviembre de 1911 – Busto Arsizio, 14 de noviembre de 2000) es un ciclista italiano, que fue profesional entre 1933 y 1942. 
En su palmarés destaca una victoria a la Coppa Bernocchi de 1934 y lo Giro del Piemonte de 1938. Además de estas victorias destacan varios plazas de honor carreras como la Milán-San Remo, tercero en el 1933 y segundo en el 1940, y el Giro de Lombardía, tercero en la 1933.

## Palmarés
- 1934
  - 1.º en la Coppa Bernocchi
  - 1.º en el Circuito Emiliano a Bologna
- 1935
  - 1.º en la Coppa Collecchio
- 1936
  - 1.º en la Génova-Niza
  - 1.º en la Copa Ciudad de Busto Arsizio
- 1937
  - 1.º en la Copa Ciudad de Busto Arsizio
- 1938
  - 1.º en el Giro del Piemonte

### Resultados al Giro de Italia
- 1933 35.º de la clasificación general
- 1934 Abandona
- 1936 38.º de la clasificación general
- 1937 30.º de la clasificación general
- 1938 34.º de la clasificación general
- 1939 47.º de la clasificación general

- 1940 43.º de la clasificación general

### Resultados al Tour de Francia
- 1935. Abandona (15.ª etapa)